# 塔斯卡羅拉鎮區 (密歇根州)
塔斯卡羅拉鎮區（英語：Tuscarora Township）是位於美國密歇根州希博伊根縣的一個行政鎮區。

## 地方資料
塔斯卡羅拉鎮區的面積為108.70平方千米，當中陸地面積為76.20平方千米，而水域面積為32.50平方千米。根據2020年美國人口普查的數據，當地共有人口3080人，而人口密度為每平方千米28.33人。